# ركبة

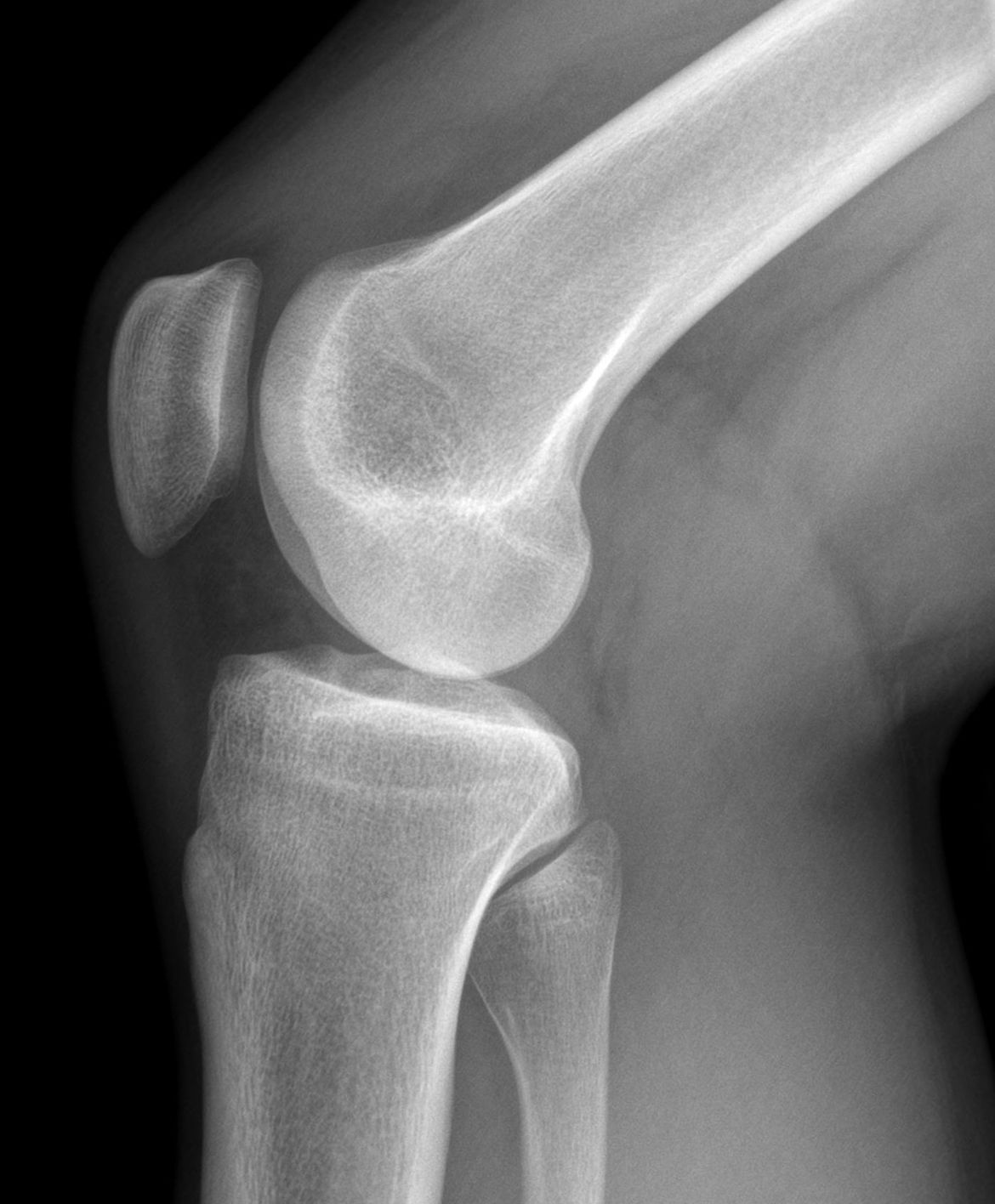
صورة شعاعية بسيطة للركبة.

يُطلق اسم مفصل الركبة عند الفقاريات، على المفصل المركزي للأطراف الخلفية، أما عند الإنسان فيُطلق على المفصل المركزي للأطراف السفلية. فالركبة هي مفصل يربط الفخذ مع الساق، وهي أكبر مفصل في الجسم البشري. يتكوّن مفصل الركبة من مفصلين اثنين: مفصل بين عظم الفخذ والساق، ومفصل بين عظم الفخذ والرضفة. وتغطي الغضاريف الناعمة أسطح هذه العظام المكونة للمفصل حتى يضمن ذلك سهولة في الحركة. ويوجد بين عظمتي الفخذ والقصبة غضاريف هلالية تعملان كوسادتين تساعدان على امتصاص الصدمات أثناء المشي والجري. تعد الركبة مَفْصِلٌ رَزِّيٌّ لَولَبِيّ متحرك (مشترك اللقمة المحورية) يسمح بالثني والبسط وكذلك الدوران الطفيف الداخلي والخارجي. يعتبر مفصل الركبة عُرضة للإصابة سواء الإصابة الحادة أو حدوث هشاشة العظام.
تُقسّم الركبة إلى مكوّنات ظنبوبية-فخذية (بالإنجليزية: tibiofemoral) ومكوّنات رضفية-فخذية (بالإنجليزية: patellofemoral). وغالبا ما ينظر إلى الرباط الشظوي الجانبي (بالإنجليزية: fibular collateral ligament) على أنه مع المكوّنات الظنبوبية-الفخذية.
ويحافظ على ثبات الركبة وجود أربعة أربطة بين عظمتي الفخذ والقصبة وهي :
1. الرباط الصليبي الأمامي.
2. الرباط الصليبي الخلفي.
3. الأربطة الجانبية الداخلية
4. الأربطة الجانبية الخارجية.

ويبطّن جدار كبسولة المفصل من الداخل غشاء يطلق عليه اسم الغشاء السينوفي يقوم بإنتاج السائل الذي يساعد على ليونة حركة المفصل وتغذية خلايا الغضاريف.

## نوع المفصل
مفصل الركبة هو أكبر مفاصل الجسم وأكثرها تعقيداً[بحاجة لمصدر]، يشارك في التمفصل: من الأعلى لقمتا عظم الفخذ ومن الأسفل لقمتا عظم الظنبوب ومن الأمام الوجه الأمامي للفخذ والرضفة. ويلاحظ أن السطوح المفصلية لعظم الفخذ وعظم الظنبوب والرضفة مغطاة بغضروف زجاجي.
نمط المفصل بين الفخذ والظنبوب: زليلي بكري، وبين الفخذ والرضفة: زليلي انزلاقي.

## المحفظة المفصلية
ترتكز على هوامش السطوح المفصلية وتحيط بجانبي المفصل ووجهه الخلفي ولا تتواجد المحفظة على الوجه الأمامي للمفصل.
تدعم المحفظة على جابني الرضفة بالعضلتين المتسعة الأنسية والوحشية، وبالخلف تدعم بالعضلة نصف الغشائية حيث يتشكل الرباط المأبضي المائل، ويوجد في المحفظة خلف لقمة الظنبوب الوحشية فتحة لمرور العضلة المأبضية التي تفصل بين الغضروف الهلالي الوحشي والرباط الجانبي الشظوي ما يعطي حرية حركة إضافية للغضروف الوحشي.
الغشاء الزليلي:
يبطن المحفظة ويرتكز على هوامش السطوح المفصلية، ويمتد بالأمام تحت العضلة مربعة الرؤوس الفخذية لمسافة 3 سم على الرضفة مشكلاً الجراب فوق الرضفة، ويتطاول نحو الأسفل على السطح العميق لوتر العضلة المأبضية مشكلاً الجراب المأبضي.

## الأربطة
تقسم أربطة مفصل الركبة إلى أربطة خارج المحفظة وأربطة داخل المحفظة. هذة الأربطة تدعم الركبة وتمنع حركاتها المفرطة.
الأربطة خارج المحفظة:
- الرباط الرضفي (الداغضي): يرتكز بالأعلى على الرضفة، ويرتكز بالأسفل على حديبة الظنبوب ويعتبر امتداداً لوتر مربعة الرؤوس الفخذية.
- الرباط الرضفي الداخلي. يربط حافة الرضفة باللقمة الإنسي لعظم الفخذ.
- الرباط الرضفي الخارجي. يربط حافة الرضفة باللقمة الخارجية لعظم الفخذ.
- الرباط الغضروفي الرضفي الداخلي. يربط الرضفة بالغضروف الإنسي.
- الرباط الغضروف المفصلي الخارجي. يربط الرضفة بالهلالة الخارجية.
- الرباط الجانبي الظنبوبي (الأنسي): يمتد من اللقمة الأنسية للفخذ في الأعلى إلى السطح الأنسي لجسم الظنبوب، ويرتكز ارتكازاً متيناً على الغضروف الهلالي الأنسي.
- الرباط الجانبي الشظوي: يمتد من لقمة الفخذ الوحشية إلى رأس الشظية، وينفصل عن الغضروف الهلالي الوحشي بواسطة وتر العضلة المأبضية.
- الرباط المأبضي المائل: اتساع وتري يشتق من العضلة نصف الغشائية ويقوي السطح الخلفي للمحفظة.[11][12]
- الرباط المأبضي المقوس: يربط اللقمة الخارجية لعظم الفخذ مع رأس الشظية في الركبة.[11]

الأربطة داخل المحفظة:
- الرباط المتصالب الأمامي: يرتكز بالأسفل على الباحة الأمامية بين اللقمتين الظنبوبيتين. يسير للأعلى ليرتكز على السطح الإنسي للقمة الفخذ الوحشية. يكون مرتخياً عندما تكون الركبة معطوفة. يكون مشدوداً عندما تكون الركبة منبسطة.
- الرباط المتصالب الخلفي: يرتكز بالأسفل على الباحة الخلفية بين لقمتي الظنبوب. يسير للأعلى ليرتكز على السطح الوحشي للقمة الفخذية الإنسية. له ألياف أمامية وألياف خلفية.
- الرباط الغضروفى الهلالى الفخذى الأمامى. يكون من بداية الغضروف المفصلي الخارجي إلى اللقمة الداخلية لعظم الفخذ.[13]
- الرباط الغضروفى الهلالى الفخذى الخلفى. يرتكز عند الغضروف المفصلي الخارجي إلى اللقمة الداخلية لعظم الفخذ، خلف الغضروف المفصلي الأمامي.[14]

## الغضاريف الهلالية
الغضاريف الهلالية عبارة عن صفائح من الغضروف الليفي مقطعها مثلثي الشكل، يكون حرفها المحيطي سميكاً ومحدباً ومرتكزاً على المحفظة والحافة الداخلية حرة. سطوحها العليا مقعرة وتلامس لقمتي الفخذ والسطوح السفلية مسطحة وتلامس لقمتي الظنبوب. تشمل وظيفتها: تعميق السطوح المفصلية وامتصاص الصدمات.
الغضروف الهلالي الإنسي:
غضروف نصف دائري له قرن أمامي يرتكز على الباحة الأمامية بين لقمتي الظنبوب، ويتصل بالغضروف الزلالي الوحشي بواسطة الرباط
المستعرض، ويرتكز قرنه الخلفي على الباحة الخلفية بين لقمتي الظنبوب، ويرتكز بالمحيط بقوة على المحفظة والرباط الجانبي الأنسي.
الغضروف الهلالي الوحشي:
غضروف دائري تقريباً، وتكون الحافة المحيطية للغضروف منفصلة عن الرباط الجانبي الوحشي بوتر العضلة المأبضية، ونتيجة لذلك يكون الغضروف الهلالي الوحشي أقل ثباتاً وأكثر حركة.

### الجراب الزلالي
يحتوي مفصل الركبة على أكثر من 12 جراب زلالي وهي التي تخفف من الاحتكاكات التي تحدث بين الهياكل المتنقلة المختلفة.

### الأوعية الدموية
يأتي تدفق الدم إلى الركبة بشكل أساسي من 3 شرايين: الشريان الفخذي و الشريان المأبضي(شريان باطن الركبة) والشريان الظنبوبي الأمامي(شريان قصبة الساق الأمامى).

### الجهاز العضلى
سنعرض فيما يلي قائمة العضلات التي تعمل على الركبة.
- العضلات المثنية. تقع في الجزء الخلفي من الفخذ.
- عضلات باطن الركبة
  - عضلة فخذية ذات رأسين.
  - عضلة نصف غشائية.
  - عضلة نصف وترية.

- عضلة مأبضية: تقع على الجزء الخلفي من الركبة، أسفل عضلة الساق.[16]
- عضلة خياطية: تقع في الجزء الأمامي من الفخذ وتتقاطع معه بشكل مائل.
- عضلات باسطة: تقع في الجزء الأمامي من الفخذ.
- عضلة رباعية الرؤوس. وهي مكونة من أربعة عضلات:
  - عضلة متسعة إنسية
  - عضلة متسعة وحشية.
  - عضلة متسعة وسطية.
  - عضلة فخذية مستقيمة.

- عضلة موترة للفافة العريضة.
- العضلة الرقيقة.

### الحركات
يسمح المفصل الظنبوبي الفخذي بنوعين من الحركات:الإنثناء والدوران. فالحركة الرئيسية هي حركة الثني والتمدد التي تتجاوز 130 درجة مئوية، في حين أن حركة الدوران محدودة للغاية ولا يمكن إجراؤها إلا في وضع الإنثناء.

### الأمراض

#### رضة بسيطة
يُفهم من مصطلح الرضة البسيطة للركبة أنها إصابة الأنسجة الرخوة بسبب صدمة ما دون وجود أي نوع من الضرر المحدد للهياكل الرئيسية التي يتكون منها المفصل، مثل الغضروف المفصلي أو العظام أو الأربطة. وتُعد الرضة من الإصابات التي لا تسبب على العموم مضاعفات ويتم حلها في فترة زمنية متغيرة مع اتباع بعض التدابير مثل تناول الأدوية المضادة للإلتهاب والراحة النسبية والتبريد الموضعى لموضع الرضة. فالرضة البسيطة تُعد من الإصابات الأكثر شيوعًا للركبة، ومن بين أعراضها أنها تسبب تضخم في حجم المفصل وظهور كدمات.

#### إصابات الأربطة والغضروف المفصلي
هذا النوع من الإصابات يظهر بكثرة في المجال الرياضي مثل المصارعة وكرة السلة والسباحة والرغبي وكرة القدم وكرة القدم الأمريكية والتزحلق على الثلج والكرة الطائرة والهوكي وكرة المضرب وغيرها من الألعاب التي تُعرض المفصل لضغط شديد. وبذلك فإن الهياكل الأكثر تعرض للضرر هي الغضروف المفصلي والأربطة الجانبية والأربطة الصليبية.
أما قبل ظهور جراحة التنظير المفصلى والجراحة بالمنظار والتصوير بالرنين المغناطيسي النووي، كان التشخيص أكثر صعوبة والتدخلات الجراحية التي أجريت لعلاج هذه الإصابات كان الشفاء منها يتم ببطء. ومع التقنيات الحديثة الحالية، يتعافى هؤلاء المرضى بسرعة أكبر ويمكنهم ممارسة بعض الألعاب الرياضية في غضون بضعة أشهر إذا لم تظهر أية مضاعفات.
وإلى جانب تطوير إجراءات جراحية جديدة، تسعى الأبحاث الحالية إلى تحديد العوامل الأساسية التي يُمكن أن تزيد من احتمالية تعرض الرياضي لإصابة خطيرة في الركبة. وفي المستقبل يمكن أن يسمح ذلك بإيجاد تدابير وقائية فعالة.

#### تمزق الغضروف الهلالى
يُصاب الغضروف الهلالى بشكل عام بسبب آلية الدوران، مثل أن يُغير الشخص اتجاهه فجأة أثناء الجري. فعندما يحدث الدوران، تضغط لقمة عظم الفخذ مباشرة على الغضروف الهلالى مما يؤدي إلى حدوث تمزق أو الشقوق. وغالبًا ما تؤثر هذه الإصابة على الغضروف المفصلي الإنسي أو الإنسي أكثر من تأثيرها الخارجي. قد يكون التمزق شديد الخطورة. ويستند التشخيص في تلك الحالة على نتائج التصوير بالرنين المغناطيسي وتنظير المفاصل.

#### تمزق الرباط الجانبي الداخلي
يوفر الرباط الجانبي الثبات في المنطقة الداخلية للركبة. وغالبًا ما يرتبط تمزقه بإصابة الغضروف الهلالى الداخلى. وتحدث الإصابة عادة عندما تتحرك الساق بقوة يميناً أو يساراً إلى الجانب حول مفصل الركبة. فمثلا أي إصابة قوية ومباشرة إلى الناحية الخارجية من الركبة تؤدي إلى التواء الساق إلى الخارج وقطع في الرباط الجانبي الداخلي وبنفس الطريقة فإن إصابة مباشرة أو إلتواء غير مباشر في الناحية الداخلية من الركبة تؤدي إلى أن تذهب الساق والقدم إلى الداخل وإلى قطع في الرباط الجانبي الخارجي.
وتظهر الإصابة بأشكال مختلفة بداية من ظهور انتفاخ خفيف إلى حدوث تمزق كامل. وغالبًا ما يسبب التمزق الكامل ألمًا خفيفًا. ومع ذلك، أثناء الفحص، يكتشف الطبيب فرط في حركة المفصل.

#### تمزق الرباط الجانبي الخارجي
عادة ما تكون هذة الإصابة ناجمة عن مزيج من التمدد المفرط للركبة والضغط الذي يفرض انحرافًا في المفصل. وهي ناتجة عن صدمة في الجزء الداخلي من الركبة والتي ترتبط أحيانًا بآلية الدوران.
وهذة الإصابة أقل شيوعًا من إصابة الرباط الجانبي الإنسي، ولكنها تنتج درجة أكبر من الإعاقة. فالقوة المطلوبة لتمزق هذا الرباط أكبر من تلك المطلوبة لتمزق الرباط الجانبي الإنسي.

#### تمزق الرباط الصليبي
في ظل الظروف العادية، يعمل الرباط الصليبي الأمامي بمثابة مكابح لمنع الحركة الأمامية المفرطة لعظم الساق فيما يتعلق بعظم الفخذ. وتمزق الرباط الصليبي الأمامي من الإصابات الشائعة، ويمكن أن يحدث أثناء النشاط الرياضي عن طريق الإلتفافات السريعة للركبة. وفي وقت الإصابة، عادة ما يشعر الشخص بألم شديد وإحساس بالنقر. لذا يقوم الطبيب بدايةَ بإجراء عدة اختبارات مثل اختبار الدرج الأمامي للكشف عن تمزق الرباط الصليبي في الركبة. ومن ثَم يقوى احتمالية حدوث هذا النوع من الإصابة بإجراء التصوير بالرنين المغناطيسي أو تنظير المفاصل.
يمنع الرباط الصليبي الخلفي عظمة الساق من التحرك للخلف أكثر من اللازم. وإصابة الرباط الصليبي الخلفي أقل شيوعًا من الرباط الصليبي الأمامي. وغالبًا ما ترتبط هذه الإصابة بتمزق الغضروف الهلالى.

#### إصابات الأوتار
الأوتار الأكثر إصابة هي:
- وتر عضلات الفخذ(العضلة رباعية الرءوس). يمكن أن يُقطع بشكل كلى أو جزئى أثناء النشاط الرياضي، وبشكل عام عند ثني الركبة وتعرضها لحمل زائد. ينتج عن هذه الإصابة ألم حاد في الجانب الأمامي للمفصل وعدم القدرة على فرد الركبة.
- الوتر الرضفي أو الرباط الرضفي. يحدث تمزق في وتر الرضفة بشكل عام عند الأشخاص الذين تقل أعمارهم عن 40 عامًا، وإذا لم يتم إصلاحها بالجراحة، فإنها تسبب تراجعًا وضمورًا في عضلة الفخذ. [26]كما يمكن أيضًا أن يتأثر الرباط الرضفى بالتهاب الأوتار فيما يُعرف بركبة القافز، وذلك متكرر أيضًا في النشاط الرياضي.
- وتر العضلة المأبضية. يسبب التهاب الأوتار المأبضي ألمًا في الجزء الخلفى والخارجي للركبة. ويزداد عند الجري على المنحدرات.[27][28][29]

#### الكسور
يُمكن أن تؤثر كسور منطقة الركبة على الجزء السفلي من عظم الفخذ أو الجزء العلوي من عظمة الساق أو الرضفة. وغالبًا ما تكون كسورًا معقدة تؤثر على العديد من العظام أوالغضروف المفصلي أو الأربطة. وفي الغالب تحدث تلك الكسور نتيجة لحوادث السير. وفي معظم الحالات، يتم معالجة الكسور جراحيًا، وعادةً ما يكون باستخدام قطع فولاذية أو ألواح ومسامير من التيتانيوم.

#### انخلاع المفصل
خلع المفصل قد يكون خلع كلي أو جزئي. ويمكن أن يؤثر على الرضفة أو مفصل عظم الفخذ.

#### الخلع الرضفى
خلع الرضفة هي إصابة تحدث عادة بسبب صدمة مباشرة في الجانب الأمامي من الركبة.بشل عام، يحدث نزوح جانبي للرضفة، مما يؤدي إلى تغييرموضعها المعتاد دون حدوث كسر، مما يتسبب في حالة مؤلمة مع صعوبة حمل الأحمال وضعف قدرة المفصل على الحركة. وهذة الإصابة يمكن أن تتكرر بشكل دوري.

#### انخلاع عظم الفخذ
يعتبر خلع المفصل الظنبوبي الفخذي للركبة من المضاعفات الخطيرة التي تحدث بعد صدمة شديدة مثل التي تنتج عن حوادث المرور. وقد يصاحب الخلع عدة اصابات منها إصابة العضلات والأوتار وشريان باطن الركبة والوريد المأبضي.

#### التهاب المفاصل
يمكن أن يحدث الإتهاب الحاد في الركبة أو التهاب المفاصل نتيجة لعدة لأمراض مثل التهاب المفاصل الروماتويدي أو النقرس.

#### داء أوزغود-شلاتر
داء أوزغود-شلاتر هو السبب الأكثر شيوعًا للألم في الجزء الأمامي من الركبة عند الأطفال والشباب الذين تتراوح أعمارهم بين 10 و 15 عامًا. ويحدث الألم أثناء النشاط البدني ويتحسن مع الراحة. هذا المرض ليس خطير وتختفي أعراضه عند اكتمال نمو العظام.

#### مرض هوفا
مرض هوفا هو عبارة عن التهاب مزمن في المنطقة الدهنية الواقعة خلف الرباط الرضفي وأسفل الرضفة، وتسمى هذه المنطقة بوسادة هوفا الدهنية، وتتكون هذه الوسادة من أنسجة دهنية تتخللها أنسجة ليفية مما يجعلها  كتلة مرنة تتأقلم مع وضع مفصل الركبة، وهذه الوسادة غنية بالنهايات العصبية مما يجعلها مصدرًا للألم في حالة التهابها. كما يُعد هذا المرض سبب نادر لألم الركبة.

#### كيسة بيكر
كيسة بيكر عبارة عن كتلة تتكون في الجزء الخلفى من الركبة، في الحفرة المأبضية. وهي تتشكل نتيجة لتجمع السوائل في المَفصِل نتيجة وجود مشكلة في مفصل الركبة، مثل التهاب المفاصل أو تمزق الغضروف ويمكن أن تسبب كلتا الحالتين إنتاج الركبة لكثير من السوائل الزليلية، والتي قد تؤدي إلى كيسة بيكر.

#### التهاب الجِراب الزلالى للركبة
يحتوي مفصل الركبة على العديد من الأجربة الزلالية، خاصة في الجزء الأمامى من الركبة. لذلك هم عرضة للخطر بسهولة، نتيجة لحدوث جروح وتمزقات أو صدمات متكررة في هذة المنطقة. لذا يُمكن أن تُسبب الإصابات الصغيرة التهابًا مزمنًا، والذي يتحسن في معظم الحالات مع العلاج المضاد للالتهابات أو الراحة أوالضمادات الضاغطة أو تطبيق الثلج على المنطقة التي بها ألم.

#### التهاب العظم والغضروف السالخ
يحدث التهاب العظم والغضروف السالخ عندما يبدأ جزء من أطراف أحد العظام في الإنفصال عما حولها من عظام وغضاريف نتيجة لنقص وصول الدم إلى هذه المنطقة. لذا يُسبب ألمًا في الركبة ومحدودية في الحركة وانسدادًا بالمفاصل. ويظهر هذا الإلتهاب بشكل متكرر عند الرياضيين ويمكن أن يكون ناجم عن أسباب مختلفة مثل الإصدامات المتكررة بسبب ممارسة الرياضة إلى جانب الإستعداد الجيني لظهوره. ويعتبر التهاب العظم والغضروف السالخ أكثر انتشارًا في الرجال عن النساء وخاصة في الأعمار التي تتراوح من  10 أعوام وحتى 20 عاماً. وفي أغلب الأحيان وخاصة في الأطفال، تقوم العظام بإصلاح نفسها من تلقاء نفسها. أما في الشباب والبالغين وكبار السن قد تسوء الحالة وينشطر العظم وينشق ويسبح داخل المفصل، لذا يُطلق عليه اسم الفأر المفصلي.

### تشوهات الركبة

#### الركبة المتلاصقة
يكون المحور الذي يتكون من عظم الفخذ والساق أكثر انفتاحًا من المعتاد، والطرف السفلي يأخذ شكل X عند إغلاق الركبتين معًا والفصل بين الكعبين. قد يكون هذا موجودًا منذ الطفولة أو قد يظهر عند البالغين، وعندئذ يكون غالبًا بسبب زيادة الوزن أو السمنة. زتُسمى أيضًا بالركبة الروحاء.

#### الساق المقوسة
هي حالة من التشوة يظهر فيها الساقين منحنيتين إلى الخارج بشكل ملحوظ في وضع الوقوف. وذلك عكس ما يحدث في حالة الركبة المتلاصقة. ويُسمى أيضًا هذا التشوة باسم الركبة الفحجاء.

## صور إضافية

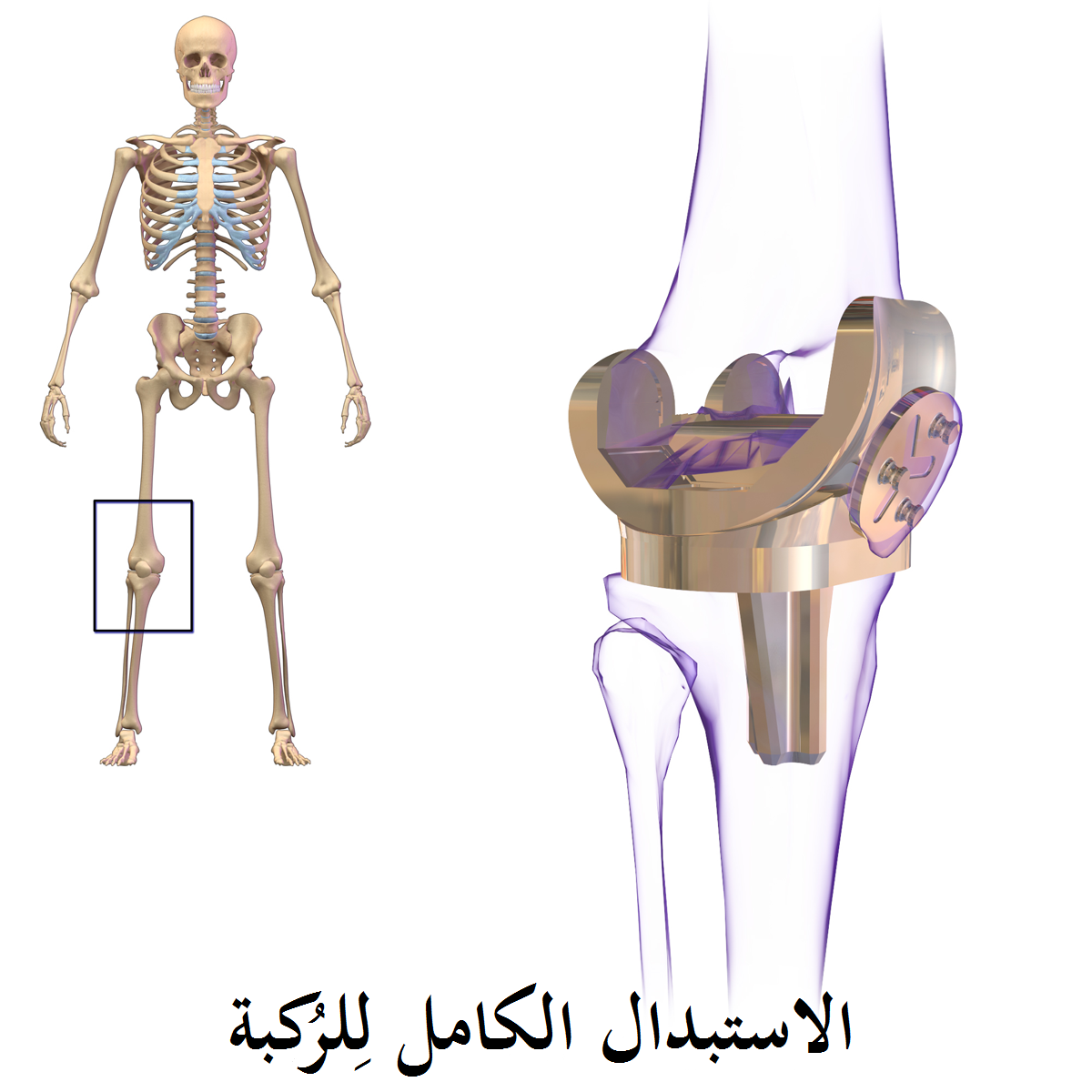
استبدال الركبة.
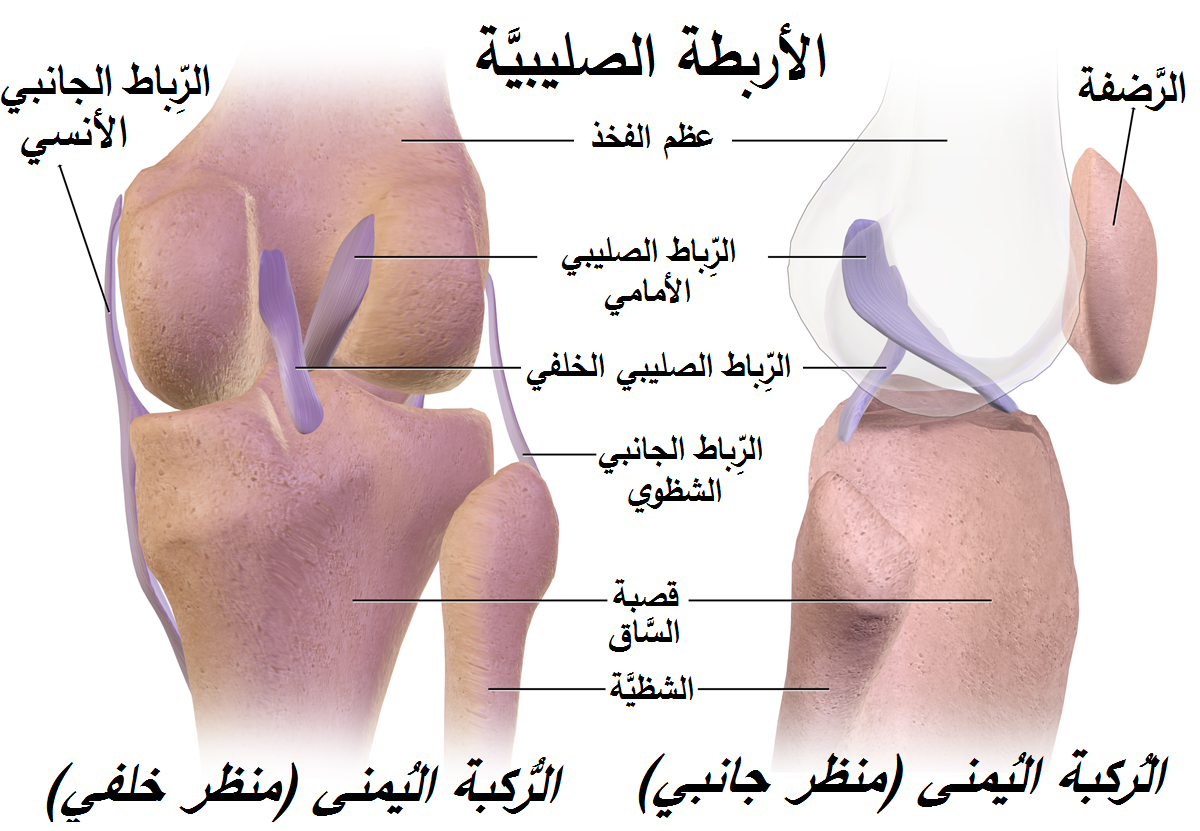
أربطة الركبة.